# Gérard Titus-Carmel

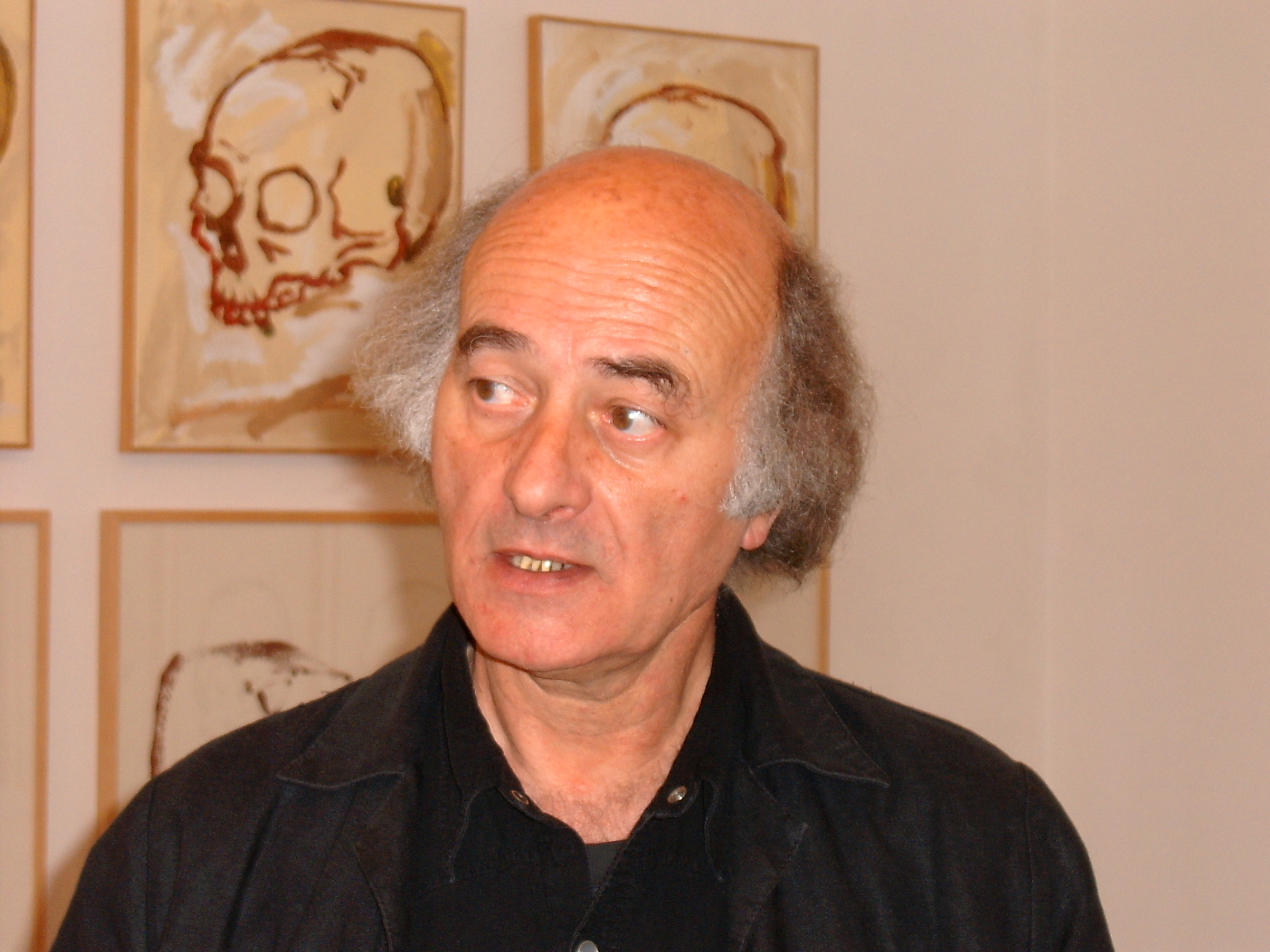
Gérard Titus-Carmel (2006)

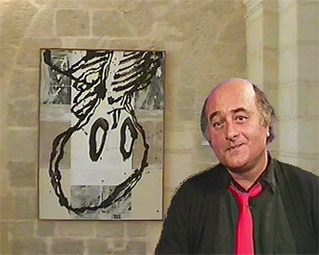
Gérard Titus-Carmel (1995)

Gérard Titus-Carmel (* 10. Oktober 1942 in Paris) ist ein französischer Maler, Dichter, Illustrator und Graveur.

## Leben und Werk
Titus-Carmel studierte von 1958 bis 1962 Radiertechnik an der École Boulle in Paris. Seine erste Einzelausstellung fand 1964 statt. Während eines gemeinsamen Workshops in Arcueil arbeitete Titus-Carmel zusammen mit Antonio Seguí und Vladimir Veličković. Gérard Titus-Carmel lebt und arbeitet in Oulchy-le-Château im Département Aisne in der Picardie.
Die Académie royale des Sciences, des Lettres et des Beaux-Arts de Belgique nahm ihn 1997 als assoziiertes Mitglied auf.
Er illustrierte Bücher, anfangs von Jacques Dupin und Philippe Jaccottet, bevor er selbst zahlreiche Bücher über Kunst und Poesie veröffentlichte.

## Ausstellungen (Auswahl)
- 2009: Following Grünewald Collège des Bernardins
- 1984: Biennale di Venezia
- 1979: European Dialogue Biennale of Sydney
- 1977: documenta 6, Kassel
- 1972: Amsterdam-Paris-Düsseldorf Solomon R. Guggenheim Museum
- 1970: Expo ’70 Osaka
- 1969: Biennale von Paris